# ریوماجیوره
ریوماجیوره (به ایتالیایی: Riomaggiore) یک کومونه در ایتالیا است که در استان لا اسپتزیا واقع شده‌است.

## خصوصیات
ریوماجیوره ۱۰٫۲۷ کیلومترمربع مساحت و ۱٬۵۷۶ نفر جمعیت دارد.